# Hannibal - A Origem do Mal
Hannibal - A Origem do Mal (em inglês:  Hannibal Rising) é um filme franco-britano-ítalo-tcheco-estadunidense de 2007, dos gêneros drama, terror e suspense, dirigido por Peter Webber, com roteiro de Thomas Harris baseado em seu romance Hannibal Rising. 

## Sinopse
O filme começa com a fuga da família Lecter de seu castelo na Lituânia em 1944 durante a Segunda Guerra Mundial. Na fuga os pais de Lecter morrem no confronto entre o Exército Vermelho e alemães. Hannibal e sua irmã pequena Misha se abrigam numa cabana, depois descoberta e invadida por lituanos colaboradores nazistas. Com a falta de comida, os colaboradores canibalizam Misha. Hannibal sobrevive e acaba num reformatório soviético, mas consegue fugir e empreender uma jornada de Kaunas até a residência de parentes da França. Lá encontra apenas a Sra. Murasaki, viúva de seu tio, que o acolhe e o ajuda a estudar medicina em Paris. Com desejo de vingança, ele procura os responsáveis pelo crime contra sua irmã e os mata um a um, de forma bárbara. 

## Elenco
- Gaspard Ulliel (Hannibal Lecter Jovem)
- Aaron Thomas ( Hannibal Lecter Criança)
- Gong Li (Sra.Murasaki)
- Dominic West (Inspetor Popil)
- Rhys Ifans (Grutas)
- Kevin McKidd (Petras Kolnas)
- Richard Brake (Dortlich)
- Stephen Walters (Milko)
- Ivan Marevich (Grentz)
- Ingeborga Dapkunaite (Mãe de Lecter)
- Richard Leaf (Pai de Lecter)